# Charles Donovan
Charles Donovan (19 septembre 1863-29 octobre 1951) est un médecin officier irlandais du Service médical indien. Il est surtout connu pour ses découvertes de Leishmania donovani comme l'agent causal de la leishmaniose viscérale, et de Klebsiella granulomatis de la donovanose.

## Biographie
Fils d'un juge en Inde, il est né à Calcutta et a terminé ses études primaires en Inde, et a continué l'école secondaire à Cork, en Irlande. Il est diplômé en médecine du Trinity College de Dublin, et a rejoint le Service médical indien. Il a participé à des expéditions britanniques à Mandalay en Birmanie, Royapuram et Mangalore en Inde, en Afghanistan, et enfin à Madras (aujourd'hui Chennai), où il a passé le reste de son service. Il a été professeur au Madras Medical College (en) de 1898 jusqu'à sa retraite en 1919,.